# Coldblooded (canção de James Brown)
"Coldblooded" é uma canção escrita e gravada por James Brown. Foi lançada em 1974 como Lado-B de "Funky President (People It's Bad)" e alcançou o número 99 da parada Pop. Também aparece no álbum Hell. Escrevendo na revista Rolling Stone, Robert Palmer louvou a canção como "grande disco, o tipo de música sem sentido para festa que alguém pode esperar do Soul Brother Number One."

## Músicos
- James Brown - vocais
- Isaiah "Ike" Oakley - trompete
- Fred Wesley - trombone
- Maceo Parker - sax alto
- Jimmy Parker - sax alto
- St. Clair Pinckney - sax tenor
- Jimmy Nolen - guitarra
- Hearlon "Cheese" Martin - guitarra
- Fred Thomas - baixo
- John "Jabo" Starks - bateria
- Johnny Griggs - congas
- Fred Wesley ou Bob Both - percussão[4]